# Ernst-Hugo Järegård
Ernst-Hugo Järegård (ur. 12 grudnia 1928 w Ystad, zm. 6 września 1998 w Lidingö) – szwedzki aktor teatralny i filmowy.
W 1947 Järegård nie dostał się do Dramatens elevskola, lecz kształcił się w szkole teatralnej w Malmö stadsteater.

## Filmografia
- 1962: Vintergatan jako doktor
- 1963: Societetshuset jako Bengt Kruse
- 1963: Adam och Eva jako Kejsarskägget
- 1964: Svenska bilder jako Karlman
- 1965: Don Juan
- 1966: Wyspa (On) jako Vicar Byström
- 1966: Doktor Knock jako dr Knock
- 1966: Tartuffe jako Tartuffe
- 1967: Tvärbalk jako Magnus
- 1967: Proviekationer
- 1968: Grannarne jako Edvard Packalin
- 1968: Het snö jako Lennart Stenhäll
- 1969: Tunneln
- 1969: Hissen som gick ner i helvetet jako Kamrer Jönsson
- 1969: Änkan jako Harry Pinker
- 1970: Frida och hennes vän jako Birger Sjöberg
- 1971: I väntan på Godot jako Estragon
- 1971: I havsbandet jako dr Borg
- 1974: Garść miłości (En Handfull kärlek) jako Claes Crona
- 1974: De Tre från Haparanda jako Fredrik Jönsson
- 1975: Tre kast jako on sam
- 1975: Släpp fångarne loss, det är vår! jako Harald
- 1975: Långtradarchaufförens berättelse jako Święty Mikołaj
- 1976: Den Jäktade jako Oldfux
- 1977: Den Beslöjade damen
- 1978: Tribadernas natt jako August Strindberg
- 1978: Chez nous jako Właściciel Chez Nous
- 1980: Flygnivå 450 jako Giron
- 1981: Victor eller När barnen tar makten jako Victor
- 1981: Pelle Svanslös jako Måns (głos)
- 1981: Hans-Christian och sällskapet
- 1985: Pelle Svanslös i Amerikatt jako Måns (głos)
- 1986: Skånska mord - Esarparen jako Nils Andersson
- 1986: Skånska mord - Veberödsmannen jako Martin Svensson
- 1986: Skånska mord - Hurvamorden jako Tore Hedin
- 1987: Fadern, sonen och den helige ande jako ojciec
- 1988: Oväder jako Dżentelmen
- 1989: Bryllupsfesten jako Eugene Borchrewink
- 1990: Den Hemliga vännen jako mężczyzna
- 1991: Den Store badedag jako narrator
- 1991: Teatermakarna jako Bruscon
- 1991: Europa jako Wuj Kessler
- 1992: Dobre chęci (Den Goda viljan) jako prof. Sundelius
- 1992-1993: Kroniki młodego Indiany Jonesa (The Young Indiana Jones Chronicles) jako Carl Jung
- 1993: Nästa man till rakning
- 1993: Proca (Kådisbellan) jako nauczyciel Lundin
- 1994: Det bli'r i familien jako Håkon Borelius
- 1994: Królestwo (Riget) jako Helmer
- 1997: Chock 1 - Dödsängeln jako (głos)
- 1997: Chock 4 - Liftarflickan jako narrator
- 1997: Tranceformer - portret Larsa von Triera (Tranceformer - A Portrait of Lars von Trier)
- 1997: Chock 8 - På heder och samvete
- 1997: Chock 6 - Det ringer
- 1997: Cheek to Cheek jako Ragnar Rönn
- 1997: Chock 7 - I nöd och lust
- 1997: Chock 2 - Kött
- 1997: Królestwo II (Riget II) jako Stig Helmer